# Drawcze
Drawcze (lit. Draučiai) – wieś na Litwie, w okręgu wileński, w rejonie szyrwinckim, w gminie Jawniuny. W 2001 roku liczyła 8 mieszkańców.
W okresie międzywojennym miejscowość leżała w granicach Polski i wchodziła w skład gminy Mejszagoła w powiecie wileńsko-trockim, w województwie wileńskim.
W Drawczach 15 lutego 1998 roku miejscowy Polak, 58-letni Leonard Zawistonowicz, zastrzelił ośmiu mieszkańców wsi, którzy byli Litwinami. Według biegłych sprawca był niepoczytalny, ale część litewskiej opinii była przekonana, że morderstwa dokonano na tle narodowościowym, ponieważ zdarzenie miało miejsce w przeddzień 80 rocznicy ogłoszenia niepodległości Litwy i wizyty prezydenta Polski Aleksandra Kwaśniewskiego w Wilnie.